# Juiz de Fora
Juiz de Fora (portugisisk udtale: "ˈʒwiʒ dʒi ˈfɔɾɐ", løst oversat "Dommeren udefra") er en by i det sydøstlige Brasilien. Den har et indbyggertal på 540.756 (2022) indbyggere. Byen ligger i kommunen af samme navn i delstaten Minas Gerais, tæt på grænsen til delstaten Rio de Janeiro. Byen er endvidere beliggende tæt på både Rio de Janeiro samt delstatens hovedstad Belo Horizonte og São Paulo. Desuden har byen også dets eget føderale universitet, kaldet "Universidade Federal de Juiz de Fora" (UFJF)